# Lantana reineckii
Lantana reineckii là một loài thực vật có hoa trong họ Cỏ roi ngựa. Loài này được Briq. mô tả khoa học đầu tiên năm 1899.